# 油麻藤小煤炱多毛变种
油麻藤小煤炱多毛变种（学名：Meliola mucunae var. hirsutae）是属于小煤炱目小煤炱科小煤炱属的一种真菌，寄生在油麻藤属植物上。该种分布于中国、印度。